# Diphucephala hirtipes
Diphucephala hirtipes är en skalbaggsart som beskrevs av Lea 1916. Diphucephala hirtipes ingår i släktet Diphucephala och familjen Melolonthidae. Inga underarter finns listade i Catalogue of Life.